# A103 (Russland)
Die A103 Schtscholkowskoje schosse (russisch Щёлковское шоссе) ist eine Fernstraße föderaler Bedeutung in Russland. Sie führt von Moskau in nordöstlicher Richtung über dem Militärflugplatz Tschkalowski nach Tschernogolowka. Zwischen 2012 und 2017 wurde die stark belastete A103 umgebaut. Es entstanden zusätzliche Fahrspuren und Seitenausfahrten sowie 5 neue Fußgängerunterführungen.